# 権英進
権 英進（クォン・ヨンジン、朝鮮語: 권영진）は、朝鮮民主主義人民共和国の軍人、政治家。朝鮮労働党中央委員会政治局委員、朝鮮労働党中央軍事委員会委員。朝鮮人民軍総政治局長などを歴任。朝鮮人民軍における軍事称号（階級）は大将。
権英鎮とも表記される。

## 経歴
出生地や生年月日は不明。戦車師団出身。2015年11月7日に死去した李乙雪元帥の国家葬儀委員会委員に選ばれたのが初出。2020年5月に開かれた朝鮮労働党中央軍事委員会第7期第4回拡大会議で朝鮮人民軍上将への昇進が決定され、6月7日に開かれた朝鮮労働党中央委員会第7期第13回政治局会議で党中央委員会委員に補選された。この時の軍職は不明。
2021年1月5日から開催された朝鮮労働党第8次大会では金秀吉に代わって朝鮮人民軍総政治局長に任命されていたことが判明し、党中央委員会委員に選出された。1月10日に開催された党中央委員会第8期第1回総会で党中央委員会政治局委員、党中央軍事委員会委員に選出された。同年2月24日に開かれた党中央軍事委員会第8期第1回拡大会議で朝鮮人民軍次帥称号の授与が決定された。
2022年6月8日から10日にかけて行われた朝鮮労働党中央委員会第8期第5回総会拡大会議で朝鮮人民軍総政治局長を解任された。